# Svedala kommunvapen

Svedala kommunvapen har tre naverlönnblad, arrangerade på samma sätt som kronorna i Sveriges riksvapen.

Svedala kommunvapen innehåller tre blad från träd av arten naverlönn, Acer campestre, som har sin enda kända naturliga växtlokal på den skandinaviska halvön just i Svedala kommun, närmare bestämt invid Aggarp.
Bladens placering två över ett liknar kronornas placering i det lilla svenska riksvapnet och alluderar på "gamla Svedala" som skämtsam, informell benämning på Sverige.

## Blasonering
Blasonering: I rött fält tre naverlönnblad av guld, ordnade två över ett.

## Bakgrund
Den utdragna kommunbildningsprocessen för Svedala kommun har sin motsvarighet i frågan om ett kommunvapen. Såväl Svedala köping som Bara landskommun hade redan inarbetade vapen. Inget av dem kunde accepteras.
Kompromissen blev ett vapen i Baras färger, men med innehåll från köpingens vapen. Svedala kommunvapen togs på kommunens uppdrag fram av Stiftelsen skandinavisk vapenrulla. Stiftelsens Christer Bökwall tog fram förslaget, som Riksarkivet 1987 godkände, och som samma år antogs av kommunfullmäktige som kommunvapen för Svedala kommun.

## Vapen för äldre kommuner inom den nuvarande kommunen
Bara kommun hade ett vapen med ett lejon, där huvudet hade skilts från bålen. Det fastställdes för den dåvarande landskommunen av Kungl. Maj:t (regeringen) den 13 juni 1969 och fortsatte användas av Bara kommun fram till kommunsammanslagningen vid årsskiftet 1976/1977. Blasoneringen löd: I rött fält ett lejon av guld med huvudet vänstervänt och skilt från bålen samt med tunga, tänder och klor blå. Huvudet vändes sannolikt åt vänster för att likheten med Staffanstorps kommunvapen, som fastställdes vid samma tid, inte skulle vara för stor.
Svedala köping hade ett vapen med ett blad av samma typ som de tre som nu finns i kommunvapnet. Kuggkransen symboliserade metallindustrin. Vapnet fastställdes av Kungl. Maj:t (regeringen) den 19 februari 1960 och fortsatte användas för dåvarande Svedala kommun fram till kommunsammanslagningen vid årsskiftet 1976/1977. Blasoneringen löd: I fält av guld ett blått naverlönnblad, omgivet av en röd kuggkrans.

Bara landskommun (1969-1970) Bara kommun (1971-1976)
Svedala köping (1960-1970) Svedala kommun (1971-1976)